# Vice Versa (série de televisão)
Vice Versa (รักสลับโลก) é uma série de televisão tailandesa de 2022, estrelada por Jitaraphol Potiwihok (Jimmy) e Tawinan Anukoolprasert (Sea). Baseada no romance de mesmo nome de JittiRain.
Dirigida por Nuttapong Mongkolsawas (X) e produzida pela GMMTV. Vice Versa foi apresentado como um dos eventos "GMMTV 2022: Borderless" da GMMTV em 1º de dezembro de 2021. Estreou oficialmente em 16 de julho de 2022 na GMM 25, indo ao ar os sábados às 20h30 IST (8:30pm).

## Sinopse
Talay acorda no corpo de um homem chamado Tess e reencontra Puen, um ator famoso que agora está no corpo de Tun após um acidente. Os dois encontram Phuwadol, uma enfermeira que ajuda pessoas do mesmo universo que eles deixaram para trás, para guiá-los pela vida neste novo universo. De acordo com Phuwadol, há uma chance de que eles sejam a "chave de portal" um do outro, pessoas que podem ajudá-los a retornar de onde vieram depois que concluírem o que precisam alcançar.
Tun e Talay têm uma missão a cumprir, e são auxiliados por seus amigos Kita, Fuse e os membros do Friend Credits Up e Aou. O amor e a amizade crescem com eles no novo universo. O que acontecerá com sua missão? Eles serão capazes de retornar ao seu universo natal?

## Elenco

### Principal
- Jitaraphol Potiwihok (Jimmy) como Puen/Tun
- Tawinan Anukoolprasert (Sea) como Talay/Tess

### Recorrente
- Trai Nimtawat (Neo) como "Up" Preeda
- Thanaboon Kiatniran (Aou) como Aou
- Phanuroj Chalermkijporntavee (Pepper) como Kita
- Tharatorn Jantharaworakarn (Boom) como Fuse
- Lalana Kongtoranin (Jeab) como Phuwadol
- Pawat Chittsawangdee (Ohm) como "Tess" Thattawa/Talay
- Korapat Kirdpan (Nanon) como "Tun" Pakorn Uea-angkun
- Maneerat Kam-Uan (Ae) como Jupjaeng
- Watsana Phunphon (Ann) como mãe de Tess
- Touch Na Takuatoong como pai de Tess
- Tipnaree Weerawatnodom (Namtan) como Paeng Piyada
- Daweerit Chullasapya (Pae) como pai de Tun
- Kanyarat Ruangrung (Piploy) como Gyo, amiga de Talay (Ep. 1, 11-12)
- Tatchapol Thitiapichai (Tanthai) como Joe, amigo de Talay/Pramote, amigo de Tess
- Nophand Boonyai (On) como Arm, diretor do BFB

### Convidado
- Chatchawit Techarukpong (Victor) como Thanin, irmão de Tess (Ep. 1, 8)
- Jiratchapong Srisang (Force) como Noivo (Ep. 1)
- Kasidet Plookphol (Book) como Noivo (Ep. 1)
- Pisith Nimitsamanjit (Fluk) como amigo de Tess (Ep. 1)
- Ravipon Pumruang (Aea) como fã de Puen/Guarda de segurança do aeroporto (Ep. 1)
- Pansa Vosbein (Milk) como Som, encontro de Puen (Ep. 2)
- Pattranite Limpatiyakorn (Love) como Prae, encontro de Talay (Ep. 2)
- Sureeyares Yakares (Prigkhing) como Motorista de tuk-tuk (Ep. 2)
- Nitiwadee Tamnyantrong (Tan) como Membro da Associação de Cidadãos Tailandeses no Mundo Alternativo (Ep. 2)
- Rangsima Mathipornwanich (Kukkai) como Membro da Associação de Cidadãos Tailandeses no Mundo Alternativo (Ep. 2)
- Atthaphan Phunsawat (Gun) como Third
- Tachakorn Boonlupyanun (Godji) como Tama Guaijeng, caixa de livraria (Ep. 5)
- Tawan Vihokratana (Tay) como Tong Tawhan, entregador de comida (Ep. 8, 10)
- Tanapon Sukumpantanasan (Perth) como Mek, diretor (Ep. 8-10)
- Sahaphap Wongratch (Mix) como Mix, veterinário (Ep. 9-10)
- Pawis Sowsrion (Film) como diretor (Ep. 11)
- Leo Saussay como O, apresentador (Ep. 12)
- Patara Eksangkul (Foei) como Phuwadol, enfermeiro (Ep. 12)
- Preeyasuda Akkarasrisawad (Amm)